# Lyropupa thaanumi
Lyropupa thaanumi é uma espécie de gastrópode da família Pupillidae.
É endémica dos Estados Unidos da América.